# خوسيه ريتا
خوسيه ريتا (12 مارس 1930 في البرتغال - 7 نوفمبر 1977 في البرتغال) هو لاعب كرة قدم برتغالي في مركز حراسة المرمى. لعب مع سبورتينغ لشبونة ونادي أولهانينسي ونادي بنفيكا ونادي كوفيليا.

## وصلات خارجية
- خوسيه ريتا على موقع الاتحاد الأوربي (الإنجليزية)
- خوسيه ريتا على موقع قاعدة بيانات كرة القدم.إي يو (الإنجليزية)
- خوسيه ريتا على موقع عالم كرة القدم.نت (الإنجليزية)